# Champagnepils
Champagnepils is een limonadegazeuse ofwel een frisdrank. Deze priklimonade behoort tot de eerste gazeuses met een smaakje, en ze werd al rond 1900 gemaakt.
De smaak van champagnepils heeft iets cola-achtigs. Omdat de kleur van het drankje bruin is, wordt het weleens cola van weleer genoemd. Een andere smaak waarmee het soms vergeleken wordt, is de traditionele Engelse frisdrank Dandelion and Burdock, gemaakt met een extract uit de wortels van paardenbloem en grote klit. 
Tegenwoordig wordt een soortgelijke drank door de Nederlandse frisdrankenfabrikant Raak verkocht onder de naam Campagne Pils.
Champagnepils heeft dus niets met champagne of pils van doen. Ook niet met het “Champagnebier” DeuS.